# El Siglo Futuro
El Siglo Futuro fue un periódico español publicado entre 1875 y 1936, vinculado al carlismo y al integrismo. Fue fundado por Cándido Nocedal y estuvo inicialmente adscrito a la causa carlista, de la cual según José Andrés Gallego «aspiró a convertirse en su portavoz oficial». En 1888 se convirtió en el medio de difusión del Partido Integrista liderado por Ramón Nocedal, director del periódico. En 1932 retornó al seno de la Comunión Tradicionalista, de la que sería el órgano oficioso hasta la guerra civil española.

## Historia

### Restauración alfonsina
Tras el periodo convulso del Sexenio Democrático y un año antes de acabar la tercera guerra carlista, el antiguo dirigente neocatólico y posteriormente carlista Cándido Nocedal decidió dirigir un diario e hizo diligencias para adquirir El Correo de España; al no conseguirlo, fundó El Siglo Futuro, que publicó su primer número el 19 de marzo de 1875. En origen tenía un carácter simplemente católico, y —según Navarro Cabanes— al aparecer La Fé, se declararía carlista. El nombre del periódico hacía referencia al siglo (edad) «invisible, espiritual, ordenado á Dios, siglo que comienza en la tierra y termina en el cielo». El periódico contó con la colaboración desde el principio de Francisco Martín Melgar, Gabino Tejado, José Ramos González y notables personalidades del carlismo. A lo largo de su historia fue dirigido por Cándido Nocedal, Ramón Nocedal y Manuel Senante.
Comenzó con cuatro páginas de 56 por 44, a cinco columnas. Posteriormente varió de tamaño. Se imprimió en varias imprentas de Madrid. Publicó varios años un almanaque con grabados y artículos piadosos y literarios. En 1880 publicaba una edición grande, a 12 reales en Madrid al mes, y 40 en provincias al trimestre, y otra económica, más pequeña, a 6 y 20 reales respectivamente.
Nombrado Cándido Nocedal jefe del partido carlista, quiso este erigirse en jefe político y religioso. La mayor parte de la prensa carlista era siglofuturista; vivió en plena disputa con algunos obispos españoles, a quienes acusaba de ser liberales, haciendo bandera de la defensa del Syllabus del papa Pío IX contra los «errores modernos».

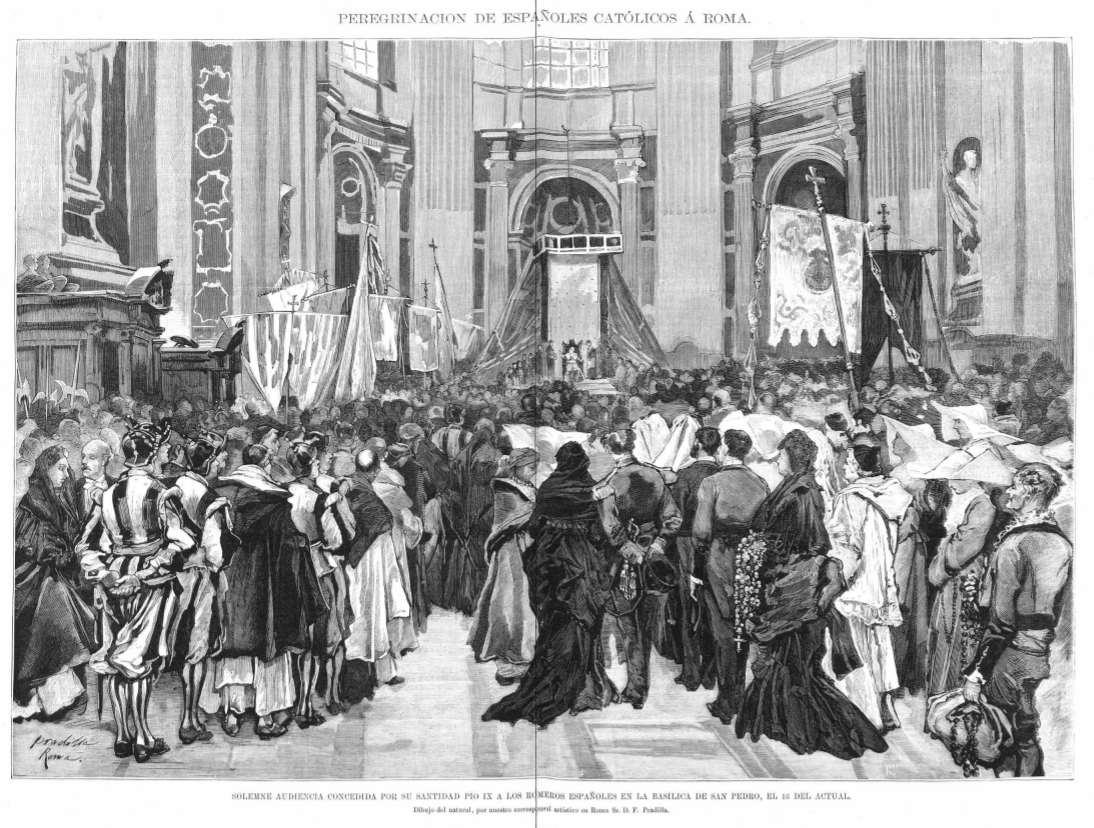
Peregrinación de españoles católicos a Roma en octubre de 1876, organizada por El Siglo Futuro (grabado a partir de dibujo de Francisco Pradilla en La Ilustración Española y Americana).

En 1876 el diario organizó una multitudinaria peregrinación a Roma «por el triunfo de la Iglesia en todo el mundo, la libertad del Papa y el aumento y conservación de nuestra santa fé en España», que sería conocida como la «Romería de Santa Teresa», por haber culminado el 15 de octubre en una misa en la basílica de San Pedro, a la que asistieron más de seis mil romeros. Fue celebrada por el arzobispo de Granada, quien pronunció al día siguiente, ante el papa, un discurso ultramontano que causó gran polémica.
A principios de la década de 1880 se publicaban en Madrid La Fé, El Siglo Futuro y El Fénix. Vivían en continua polémica, especialmente en relación con la actitud que debían tomar los carlistas respecto al proyecto de la Unión Católica, a la que se oponía El Siglo Futuro. En su obra Datos para la historia del tradicionalismo político durante nuestra revolución (1909) el presbítero José Burch y Ventós afirmaría al respecto:

Divididos en dos pareceres los carlistas, tuvieron por órgano La Fé y El Fénix, por un lado, y El Siglo Futuro, por otro. No hay duda que, en general, los mejores y más sacrificados tradicionalistas estuvieron contra El Siglo Futuro.

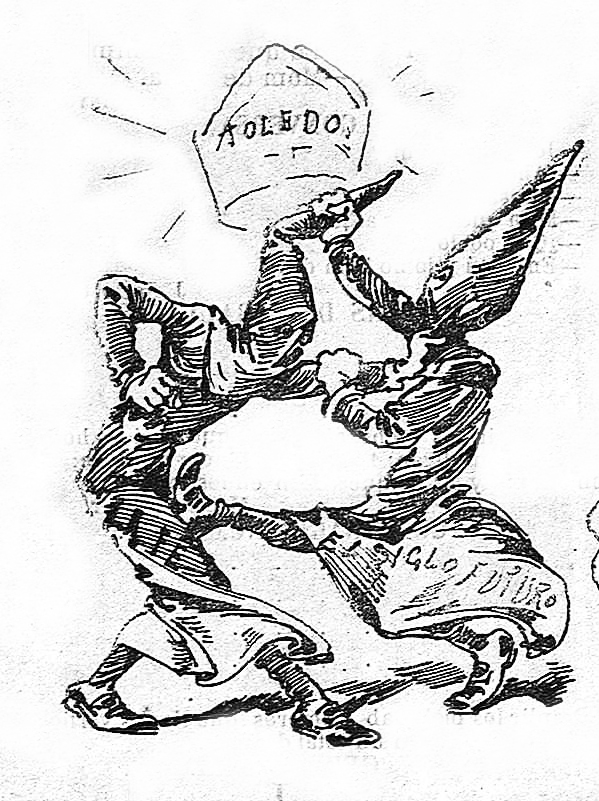
Pelea entre La Fé y El Siglo Futuro en una caricatura de Apeles Mestres (La Campana de Gracia, septiembre de 1880).

Sin embargo, Melchor Ferrer cuestiona a Burch y Ventós, sosteniendo que con El Siglo Futuro y Cándido Nocedal estaba el propio Don Carlos y, junto a él, importantes jefes carlistas como el general Salvador y Palacios, el Marqués de Valde-Espina, Cavero, Bérriz, Maestre, Argüelles, Marco de Bello y Pérez de Guzmán, que fueron atacados por La Fé. El fraile franciscano Ángel Tineo Heredia, partidario de El Siglo Futuro, achacaría el origen del conflicto al ánimo exclusivista de La Fé, que también había tenido su antecesor, La Esperanza, no pudiendo soportar sus directores que hubiese otros periódicos carlistas que llevasen la voz cantante.
Don Carlos trató de reconciliar a sus partidarios y, al no lograrlo, en enero de 1881 desautorizaría a La Fé, afirmando que había dejado de representar la política tradicionalista. El arzobispo de Toledo, por su parte, llamó al orden para que hubiese paz entre los periódicos católicos, pero El Siglo Futuro se rebeló junto a otros periódicos nocedalistas, y los obispos condenaron a muchos de ellos. En 1882 publicó su Letanía de San José, con listas de donativos, atacando a los obispos y periódicos católicos que se oponían a sus planteamientos. Habiéndose encomendado al «glorioso Patriarca», Nocedal se propuso cerrar el periódico, pero finalmente cambió de opinión tras la aparición de un documento del obispo de Daulia y una carta de Mateos Gago en defensa de las tesis de El Siglo Futuro.

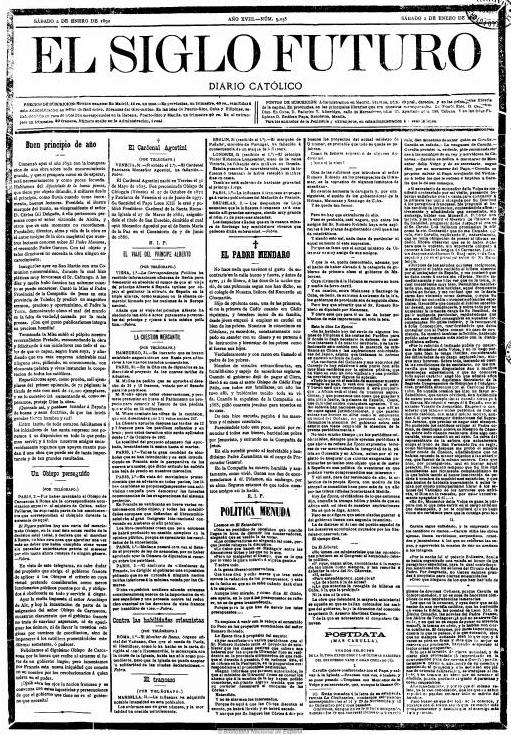
Ejemplar de El Siglo Futuro.

Con motivo de las riñas periodísticas en el campo católico, a finales de 1882 el papa León XIII publicó su encíclica Cum multa, en la que dio a entender a los carlistas que no era posible identificar de manera exclusiva el catolicismo con el partido carlista. Aun así, en su disputa con el diario pidalino La Unión, partidario de la llamada Unión Católica, El Siglo Futuro argumentaría en 1883 que «siendo liberales todos los partidos políticos de España, ménos el tradicionalista; y no siendo compatible el liberalismo con la Religión y la justicia, ¿cuál es o cuáles son los partidos políticos de España con quien quiere La Unión que se componga y  reconcilie el partido tradicionalista sin faltar a las prescripciones de la Encíclica Cum multa?». A este respecto, Lo Bon Católich, un semanario barcelonés afecto a El Siglo Futuro que sería prohibido y condenado por la autoridad eclesiástica, llegó al extremo de afirmar que en España «el carlismo es el catolicismo» y «el no carlismo es el anti-catolicismo».
El Siglo Futuro haría suyas las ideas contenidas en El liberalismo es pecado (1884), obra del sacerdote integrista y colaborador del diario Félix Sardá y Salvany.
El 9 de marzo de 1885 publicó un artículo titulado «La misma cuestión», que fue reprobado por el cardenal secretario de Estado Angelo Jacobini por las afirmaciones que hacía contra las facultades del Nuncio Apostólico. Según Navarro Cabanes, El Siglo Futuro representaba en España una tendencia desarrollada en Italia y Francia, cuyos representantes eran el Journal de Rome y L'Univers.

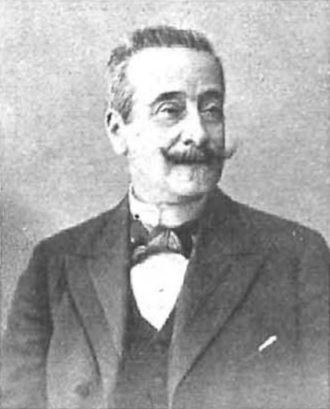
Ramón Nocedal (1842-1907), segundo director.

El 14 de diciembre de 1885 los obispos de Toledo, Zaragoza, Valencia, Valladolid, Granada, Jaca, Orihuela, Madrid, Cádiz, Córdoba, Málaga, Almería, Ávila, Vitoria, Barcelona, Sigüenza, Teruel y siete más, reunidos en Madrid, declararían que:

«ningún periódico, revista, folleto o publicación de cualquier género, sea cual fuera la autoridad que prestarles pueda el nombre de sus respectivos autores, tiene la misión de calificar, y menos de definir, si tal o cual teoría u opinión cabe o no dentro de la doctrina católica».

Tras la muerte de Cándido Nocedal el 18 de julio de 1885, se encargó de todo el bagaje del periódico su hijo Ramón Nocedal, quien avivó las discordias contra La Fé y periódicos que no le eran afectos. En noviembre de ese año, León XIII publicaría su encíclica Immortale Dei, en la que el pontífice afirmaba que, si se respetaban los principios católicos, «no queda condenada por sí misma ninguna de las distintas formas de gobierno».
El conflicto interno de la prensa carlista se agravó, a niveles muy agresivos, cuando La Fé publicó el 30 de abril de 1888 un escrito de Emilia Pardo Bazán en el que se insinuaba que el carlismo debía unirse a un gran «partido escéptico» que diera «más valor a la rebaja de tributos que a la ley de matrimonio civil». En dicho artículo, la escritora gallega señalaba que había que optar por la templanza que expresaban las palabras de Don Carlos al director de El Correo Catalán, Luis María de Llauder, que este había publicado en un artículo titulado «El pensamiento del Duque de Madrid».

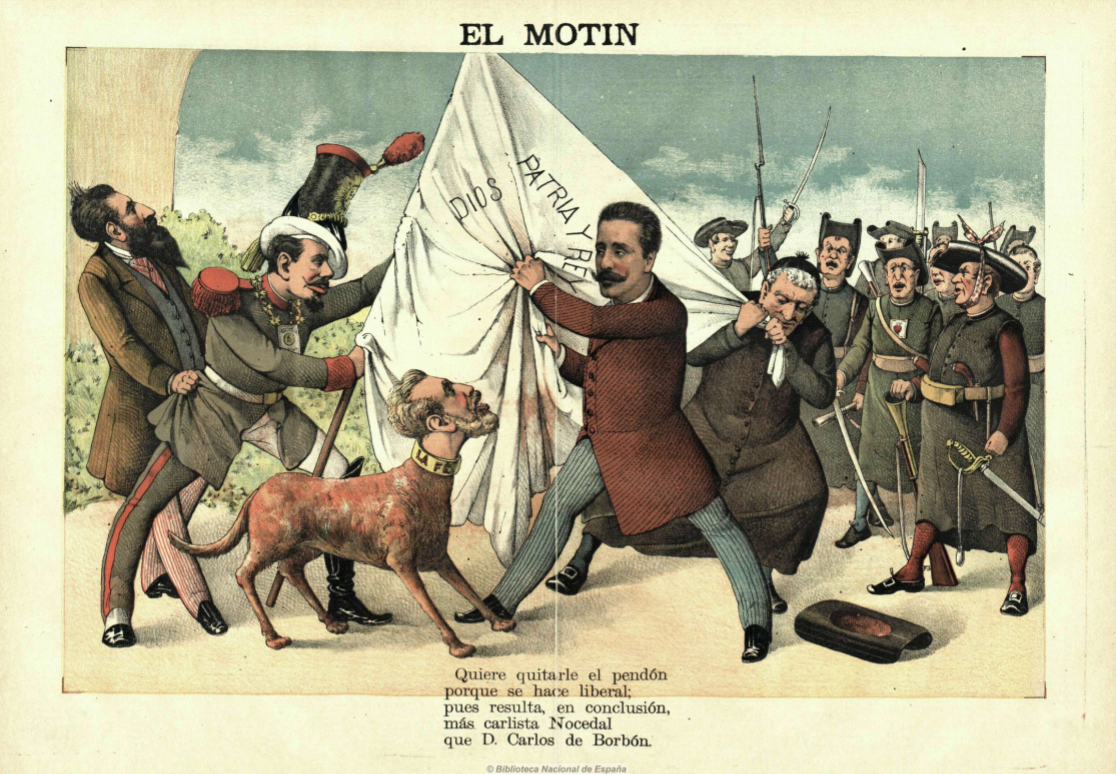
Caricatura aparecida en El Motín el 24 de junio de 1888 en la que se representa a un Don Carlos que «se hace liberal» tratando de quitarle el pendón carlista al director de El Siglo Futuro, Ramón Nocedal, que mantiene íntegras sus ideas.

Aunque La Fé quiso dar explicaciones, la polémica era irreversible. El rey carlista, recordando que él era el depositario del principio de autoridad, exigió, como en ocasiones anteriores, que cesaran los ataques periodísticos entre sus partidarios, pero el integrista El Tradicionalista de Pamplona no mantuvo silencio y a finales de junio fue expulsado de la comunión carlista, junto con las nueve publicaciones de Cataluña que le apoyaron y el más relevante, El Siglo Futuro.
Nocedal se rebeló entonces contra Don Carlos junto con los demás directores de prensa expulsados del partido y el 31 de julio veinticuatro periódicos nocedalistas firmaban conjuntamente en Burgos un manifiesto que originaría una escisión en el tradicionalismo, posteriormente conocida como partido integrista. Por esas fechas, Juan Manuel Ortí y Lara publicó en El Siglo Futuro un artículo en el que pretendía demostrar las contradicciones que existían entre la conducta y la política de Don Carlos y las encíclicas Immortale Dei y Libertas.
Por orden del Duque de Madrid, sus partidarios fundaron entonces en Madrid, como órgano oficial carlista, el diario El Correo Español, que se publicaría hasta 1921. A pesar de la rivalidad entre este nuevo periódico y El Siglo Futuro, según Juan Bautista Casas, en política ambos estaban de acuerdo en casi todo, menos en los derechos de Don Carlos.
Transcurridos poco más de diez años tras su separación de Don Carlos y tras las deserciones de Félix Sardá y Salvany, Juan Manuel Ortí y Lara y Manuel de Burgos y Mazo, Nocedal manifestaría que quien había dado ocasión al decreto que le expulsó del carlismo no había sido su diario El Siglo Futuro, sino Sardá y Salvany, con una Declaración de 3 de julio de 1888, que Sardá redactó e hizo firmar y publicar a los nueve periódicos carlistas que había en Cataluña, en defensa del director de El Tradicionalista de Pamplona, Francisco María de las Rivas; y que estando él ausente en Madrid por entonces, quien sostuvo aquellas polémicas principalmente fue Ortí y Lara, director interino de El Siglo Futuro, con Manuel de Burgos y Mazo, dándose la circunstancia —de acuerdo con Nocedal— de que quienes habían animado a reñir con los carlistas «por cuestiones de principios», habían acabado reconociendo el régimen liberal «por cuestiones de postres».

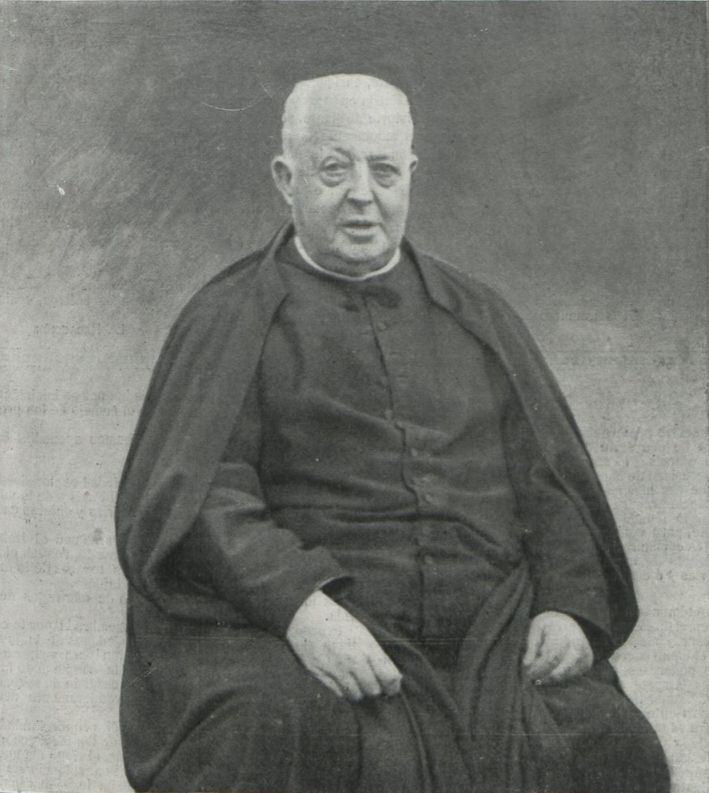
Félix Sardá y Salvany (1841-1916), ideólogo del integrismo.

En 1899 el diario fue atacado por la revista ultraintegrista El Urbión, dirigida por el sacerdote Segismundo Pey Ordeix, antiguo colaborador de El Siglo Futuro. Pey Ordeix, que vertía graves acusaciones contra los obispos, aseguraba que nadie hacía caso al diario de Nocedal debido a su moderación, especialmente hacia la jerarquía eclesiástica. El Siglo Futuro replicó en un artículo que ellos no habían atropellado jamás ningún respeto ni obediencia debida y que eso hubiera dado a sus enemigos derecho, poder o razón para destruirles. El mismo artículo afirmaba que, no obstante, siempre habían sido combatidos con ira y furor y que si no habían «andado más de prisa ni adelantado con más rapidez», era por culpa de la falta de colaboración de varios de sus supuestos amigos, así como de sus aventuras descabelladas y comprometedoras y de las escisiones y deserciones que estos habían promovido.
Ese mismo año El Siglo Futuro publicó por entregas un folleto del canónigo magistral de Sevilla, José Roca y Ponsa, que impugnaba los consejos que el cardenal Sancha, arzobispo de Toledo, daba al clero de su diócesis acerca de la necesidad que tenían los católicos españoles de reconocer y acatar el régimen constitucional y los poderes constituidos, a lo que se oponían carlistas e integristas. Ramón Nocedal se vio obligado a publicar después en su periódico la réplica del cardenal Sancha en forma de pastoral.

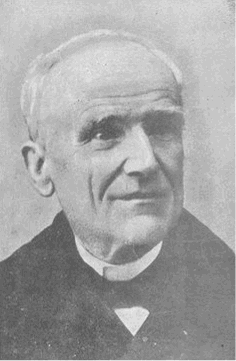
Juan Manuel Ortí y Lara (1826-1904), importante colaborador del diario hasta su abandono en 1893.

A raíz de una defensa que hizo de la trayectoria de su padre, Ramón Nocedal se enfrascó en una polémica con el obispo de Oviedo Ramón Martínez Vigil. A consecuencia de esta disputa, el 12 de abril de 1901 el director de El Siglo Futuro se vio obligado a retirar públicamente ciertas doctrinas aparecidas en su diario y censuradas por el obispo de Oviedo en una pastoral titulada La Obediencia a la Iglesia.
Al fundarse la Asociación Nacional de la Buena Prensa en 1905, El Siglo Futuro se opuso a ella y a las ligas católicas, a las cuales acusó de políticas. Una de las manifestaciones más relevantes fue la oposición a El Correo de Andalucía del cardenal Spínola.
En su línea habitual, el diario continuó oponiéndose a la posición del «mal menor», partidaria de apoyar de manera permanente al Partido Liberal-Conservador, lo que creaba tensión entre los católicos. El 20 de febrero de 1906 el obispo de Madrid-Alcalá había recibido una carta del papa Pío X, que empezaba con las palabras «Inter Catholicos Hispaniae», en la que el pontífice expresaba sus deseos de que terminaran las discusiones, que consideraba perjudiciales al interés de la Iglesia, y pedía la concordia entre los católicos. Los periódicos conservadores interpretaron la misiva como una condena o desautorización del integrismo. Esta situación sumiría a Nocedal en una gran depresión, llegando a afirmar privadamente que le estaban sellando los labios para que no hablase contra los partidos liberales precisamente en el momento que se hallaban «tan desacreditados y podridos, que con el dedo meñique se los podía derribar».
A la muerte de Ramón Nocedal en 1907, el periódico pasó a propiedad de Juan de Olazábal Ramery, y el 25 de julio de 1907 inició una segunda época con numeración nueva. En noviembre del mismo año fue nombrado director Manuel Senante, diputado integrista por Azpeitia.

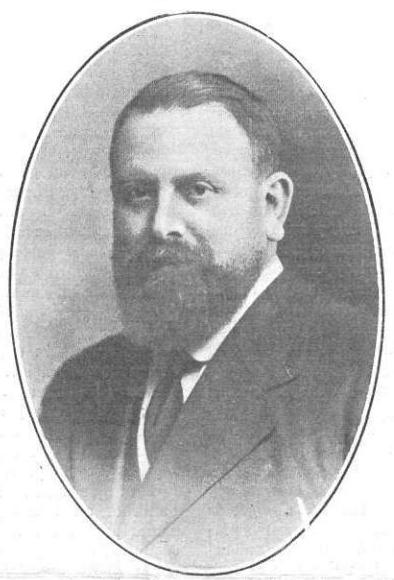
Manuel Senante (1873-1959), tercer director.

Para dilucidar la cuestión suscitada con la «Inter Catholicos Hispaniae», poco antes de morir Nocedal había propuesto ir a Roma y solicitar audiencia con el papa. El nuevo director de El Siglo Futuro, Manuel Senante, junto con el propietario Juan de Olazábal, José Sánchez Marco, Rafael Sánchez Guardamino y Juan Lamamié de Clairac, llevarían a cabo la visita en abril de 1908, y anunciaron al papa que estaban dispuestos a dejar de publicar el periódico y disolver el partido integrista si estimaba que era lo que convenía a los intereses de la Iglesia en España. Según manifestaría años después Senante, el papa les contestó «¡Eso, de ninguna manera! Sería aguar el buen vino de España», y les indicó a través del cardenal Vives que debían seguir defendiendo la unidad religiosa y combatiendo los errores reprobados en el Syllabus de Pío IX, dentro de los límites de la legalidad.
En 1910, en relación con el movimiento de catolicismo democrático de Le Sillon, Pío X afirmaría en su encíclica Notre charge apostolique que «los verdaderos amigos del pueblo no son ni revolucionarios ni innovadores, sino tradicionalistas». El Siglo Futuro publicó una traducción de dicha encíclica, con prólogo y notas del padre Ricardo y «Fabio». Además, el cardenal Merry del Val, secretario de Estado del papa, enviaría el 3 de mayo de 1911 unas «normas para los católicos españoles» al cardenal Aguirre, arzobispo de Toledo, la primera de las cuales decía:

«Debe mantenerse como principio cierto, que en España se puede siempre sostener, como de hecho sostienen muchos nobilísimamente, la tesis católica y con ella el restablecimiento de la unidad religiosa. Es deber, además, de todo católico el combatir todos los errores reprobados por la Santa Sede, especialmente los comprendidos en el SYLLABUS y las libertades de perdición proclamados por el llamado "derecho nuevo" o liberalismo, cuya aplicación al gobierno de España es ocasión de tantos males. Esta acción de reconquista religiosa debe efectuarse dentro de los límites de la legalidad, utilizando todas las armas lícitas que aquélla ponga en manos de los ciudadanos españoles».

Este documento, si bien se oponía nuevamente a los enfrentamientos entre católicos de diferentes partidos, reforzaría en parte las tesis integristas por su defensa de la unidad católica de España y la vigencia del Syllabus, por lo que su primer punto sería exhibido constantemente por El Siglo Futuro y La Constancia, diario integrista de San Sebastián.
Con motivo de la Semana Trágica de Barcelona, desde las páginas de El Siglo Futuro se pidió el «aplastamiento de la revolución» y se apoyó la campaña de Marruecos. Desde junio de 1917 el diario dedicó varios artículos a las Juntas de Defensa promovidas por el coronel Márquez, que el redactor Yáñez definió como «un salto en las tinieblas», viendo en ellas un amago bolchevique.
En 1919 el diario se opuso al Grupo de la Democracia Cristiana, agrupación intelectual promovida aquel año por el exjaimista Severino Aznar, con la que mantuvo intensas polémicas y que recibió incluso la denuncia ante las autoridades eclesiásticas de Manuel Senante. El articulista «Fabio» definió la ideología del Grupo como una «democracia católico-socialista, como antes era católico-liberal» y suponía que los que iban contra los latifundios pedían el reparto entre los trabajadores «que alcanzará a todos con algo más que una caperuza para cada dedo de los de una mano». En su oposición a los proyectos sociales del cardenal Guisasola y sus amigos los demócratas cristianos, el diario contaría con el respaldo del nuncio Ragonesi y de un buen número de obispos españoles.
Entre las numerosas empresas y campañas de El Siglo Futuro en su medio siglo de existencia, el redactor Juan Marín del Campo destacaba en 1925 las siguientes:

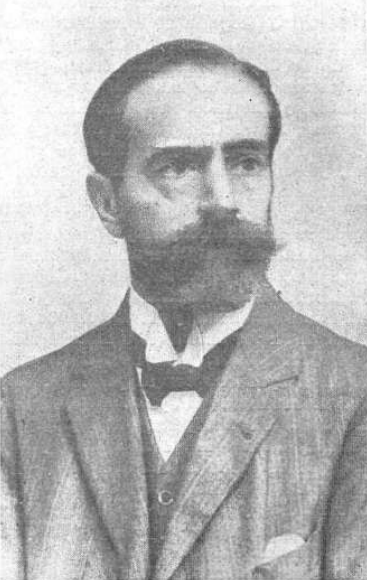
Juan Marín del Campo «Chafarote» (1865-1945).

1.º La campaña contra el antiguo moderantismo español, cuyos representantes eran, en los comienzos de El Siglo Futuro, los hombres de La España.

2.º La campaña en pro de nuestra Unidad Católica y en contra del maldito artículo 11 de la Constitución vigente, obra del nefasto Cánovas del Castillo (...)
3.º La Peregrinación de Santa Teresa: aquella peregrinación de los ocho mil que colmó de gozo el corazón de Pío IX en 1876 y fué asombro y pasmo de Europa y del mundo entero (...)
4.º La campaña contra El Fénix y los mestizos.
5.º La campaña tan católica como españolísima de 1880 contra la falisificación sectaria y liberal hasta la pared de enfrente del primero y más solemne y fastuoso Centenario que se solemnizó en España: el Centenario de Calderón. (...)
6.º Las otras dos campañas de protestación de fe católica y devoción al Papa (...)
7.º La campaña contra la gran calamidad de la Unión, campaña que fué (después de la gran Romería) la más clamorosa y ruidosa (...)
8.º El Centenario de la abjuración de Recaredo del tercer Concilio toledano y de la Unidad Católica (año de 1888) que acabó felizmente, erigiendo El Siglo Futuro una lápida conmemorativa en la antigua Basílica de Santa Leocadia de Toledo (...)
9.º La campaña en pro del áureo libro de Sardá, El Liberalismo es pecado, y de las famosas Pastorales que varios Obispos escribieron por aquellos días contra el Liberalismo (...)
10. La Asamblea y manifiesto de Burgos.
11. La campaña contra ciertas Ligas.

12. Finalmente, la campaña de sociología cristiana (...)

### Dictadura de Primo de Rivera

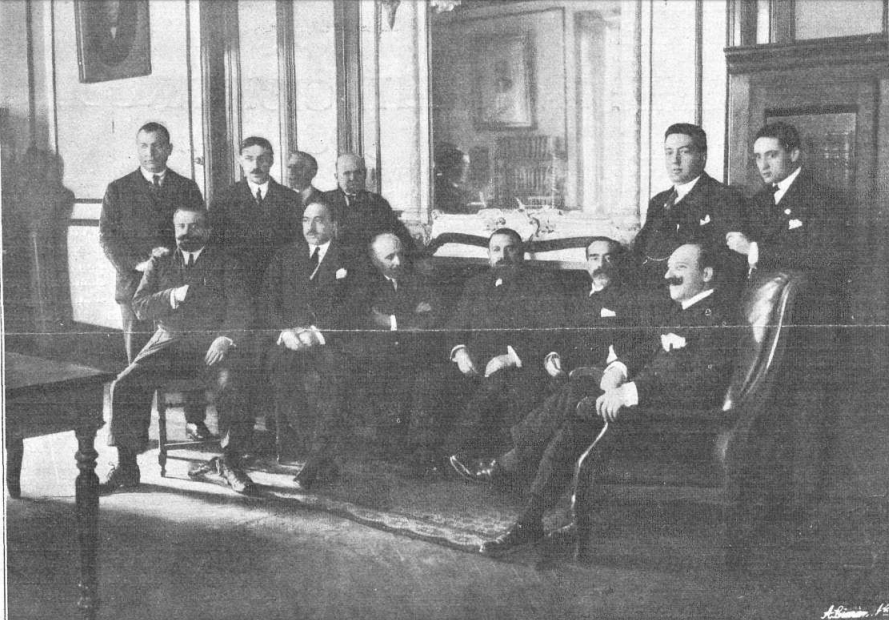
Redactores de El Siglo Futuro con el director (1925).

El acto de consagración al Sagrado Corazón de Jesús realizado en 1919 por Alfonso XIII en el Cerro de los Ángeles acercó a los integristas a la dinastía reinante. Este acercamiento se acentuó al instaurarse el Directorio militar de Primo de Rivera y se exteriorizó en noviembre de 1923 con motivo del viaje del rey a Italia y su visita al papa Pío XI. El Siglo Futuro comenzó a hacer referencia a Alfonso XIII como «Su Majestad Católica» y le dedicó un homenaje que se recogió en un folleto.
El diario acogió con satisfacción el directorio militar de Primo de Rivera, del que «Fabio» dijo estar «encaminado a la defensa de la realeza y del pueblo contra esta aristocracia caciquil del parlamentarismo», mientras que, para «Mirabal», constituía un «hecho histórico» que cumplía una vieja tarea pendiente y despertaba entusiasmo en España.
Durante la década de 1920 El Siglo Futuro continuó sus ataques a los demócrata-cristianos, por lo que en 1928 el director de la revista Renovación Social, Maximiliano Arboleya, llegó a acusar al periódico dirigido por Senante de estar contra el papa Pío XI y la Compañía de Jesús (que se habían opuesto a los integralistas en Italia), a lo cual El Siglo Futuro replicó que en su diario colaboraban jesuitas y que el integrismo español no había sido condenado por Roma.
Tras el fin de la Dictadura, el diario mostró públicamente su decepción con la misma, afirmando el 29 de enero de 1930 en un artículo en primera plana que el régimen de Primo de Rivera había sido una «Dictadura liberal» y, más aún, «socializante».

### Segunda República

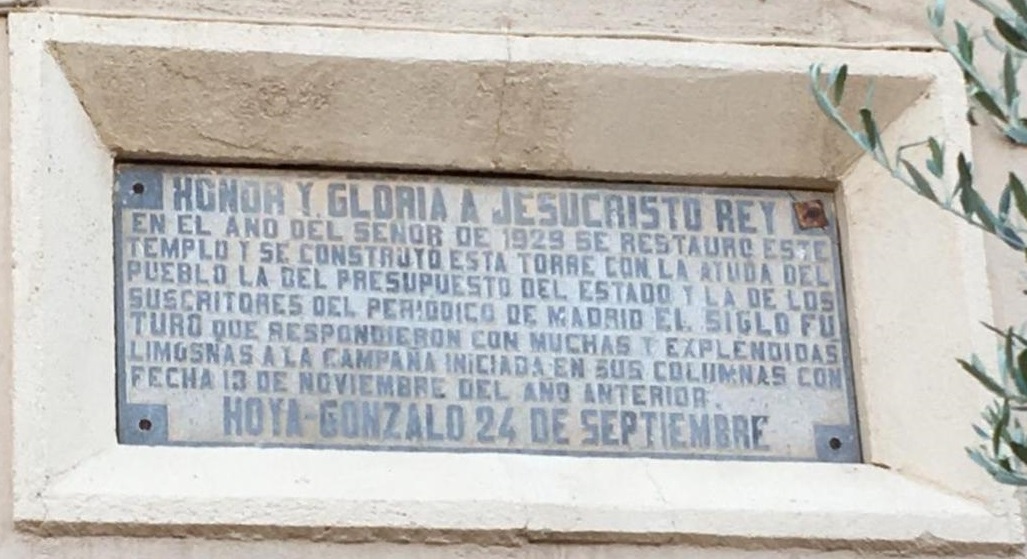
Lápida en la iglesia de Hoya-Gonzalo (de cuya parroquia fue ecónomo Antonio Sánchez Maurandi), restaurada con la ayuda de los suscriptores de El Siglo Futuro.

El periódico recibió con desdén la proclamación de la Segunda República Española en abril de 1931, ratificando su compromiso con la monarquía católica tradicional en tono desafiante. Al año siguiente, tras el retorno de los integristas al carlismo, el diario pasó a actuar como órgano de prensa de la Comunión Tradicionalista, lo que provocó recelos por parte del antiguo semanario jaimista madrileño El Cruzado Español. Tras la sublevación de Sanjurjo en agosto de ese mismo año, El Siglo Futuro fue suspendido por el gobierno de Azaña junto con otros periódicos tradicionalistas y derechistas. Olazábal cedió la propiedad del periódico a la sociedad anónima Editorial Tradicionalista, constituida en mayo de 1933 por José María Lamamié de Clairac, Manuel Senante Martínez, Manuel Senante Esplá (en representación de Juan de Olazábal), José Ramón Botadilla Jiménez, Manuel González Quevedo, Adaucto Sevilla y José Sánchez Marco. El diario se mostró favorable a que los tradicionalistas formaran coalición con otros partidos derechistas para las elecciones, pero se opuso al llamado adhesionismo (intención de adherirse a la República) propugnado por El Debate a partir de diciembre de 1933 y practicado por la CEDA.

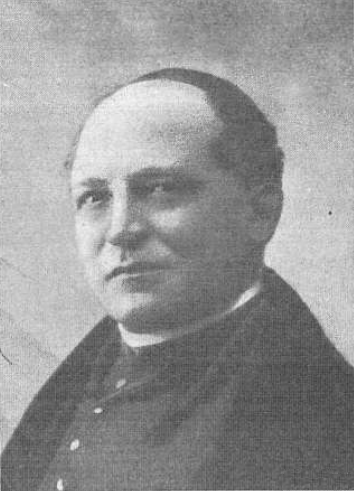
Emilio Ruiz Muñoz «Fabio» (1874-1936).

Desde la proclamación de la Segunda República, El Siglo Futuro, al igual que otras publicaciones tradicionalistas, adoptó un discurso antisemita como parte de la campaña de desprestigio que comenzaba a orquestarse contra el nuevo régimen democrático. Desde sus páginas, en las que escribían expertos antisemitas como los sacerdotes Ruiz Muñoz y Robles Dégano («Fabio» y «Tíndaro»), se tachó a políticos republicanos de masones y judaizantes, y a algunos directamente de judíos (Alcalá Zamora, Miguel Maura y De los Ríos). A partir de 1931 el periódico denunció el "filosefardismo" oficial y la "amenaza judía" que pendían sobre España (un «pavoroso problema de razas» del que los españoles llevaban libres cinco siglos, según algunos de sus editoriales). Sostenían que la defensa de la unidad católica era «de vida o muerte para España» y vinculaban la «conspiración judía» con el bolchevismo y la revolución, afirmando que «el judaísmo... se sirve de la masonería para introducir en los Estados el ateísmo, el socialismo, el comunismo y la anarquía». En los comienzos de la dictadura hitleriana también se apoyó la campaña del gobierno nazi contra los judíos, aunque «Tíndaro» apostillaba que el nazismo nada tenía que aportar al tradicionalismo español.
El 31 de marzo de 1935, el director del periódico, Manuel Senante, participó en una asamblea de directores y gerentes de la prensa tradicionalista. En ella se llegó a acuerdos sobre varios temas, como la relación del tradicionalismo con Acción Católica, la cuestión de la sucesión dinástica y la creación de una agencia informativa, que se iniciaría al año siguiente. Se abordó asimismo la necesidad de un empuje económico que proporcionase material, máquinas, linotipias y teletipos para la agencia. El nuevo jefe delegado de la Comunión Tradicionalista, Manuel Fal Conde, emprendería una campaña para un tipo nuevo de suscriptores. Según Galindo Herrero, la campaña fue compensada con un constante aumento de las fuerzas carlistas, que vieron incrementadas sus filas con militantes procedentes de otros grupos derechistas como Acción Popular. El 30 de noviembre la dirección de la Comunión dispuso que El Siglo Futuro fuese recibido por todos los centros y organizaciones tradicionalistas y que fuesen extendidas al máximo las suscripciones al diario, que realizaba una intensa campaña política.

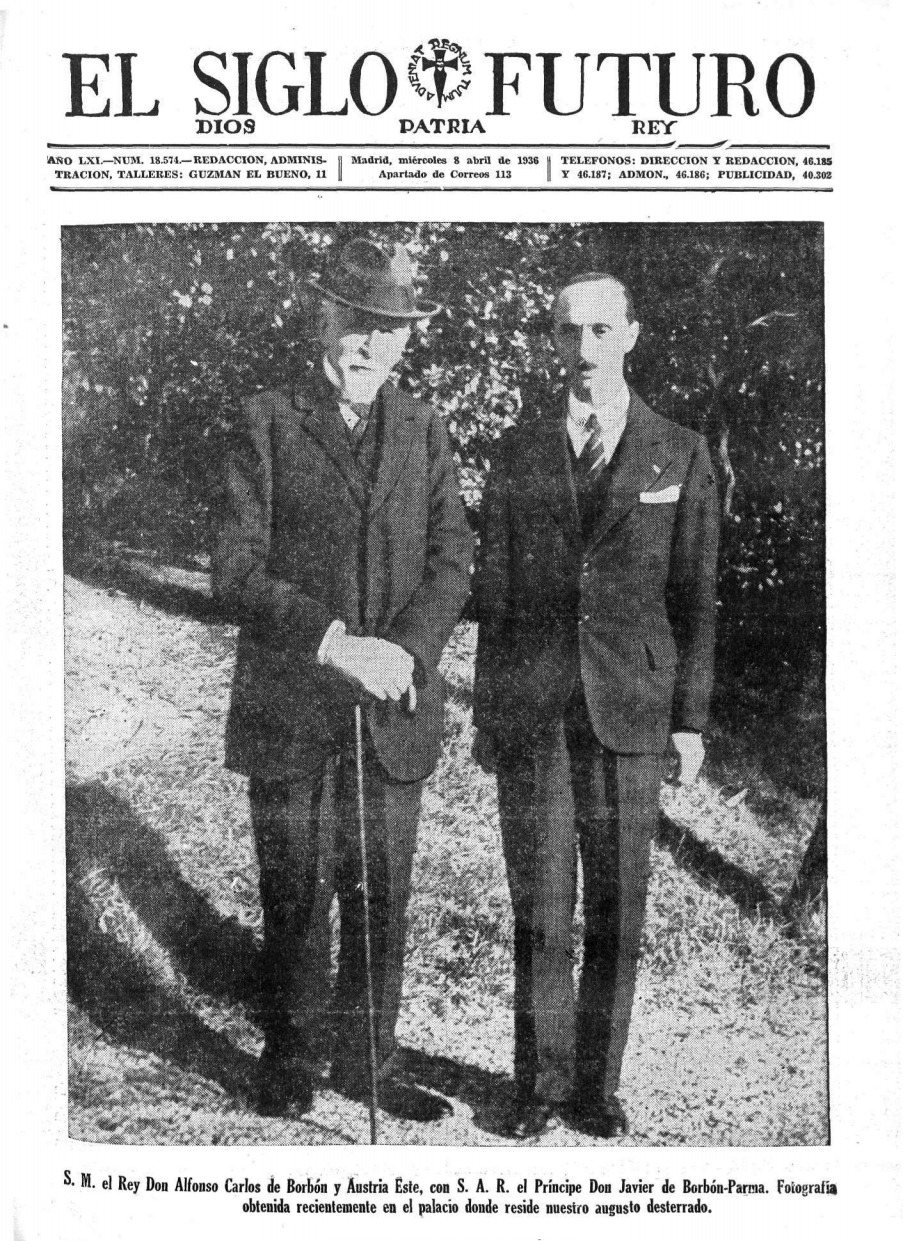
Portada de El Siglo Futuro del 8 de abril de 1936, en la que aparecían Alfonso Carlos de Borbón, el «augusto caudillo» de la Comunión Tradicionalista, y su sucesor, Javier de Borbón-Parma.

En represalia por un atentado contra el diputado socialista Luis Jiménez de Asúa, en que murió su escolta, el 13 de marzo de 1936 unos agitadores quemaron varias iglesias de Madrid y los locales de varios periódicos de derechas. Trataron de asaltar la redacción y administración de El Siglo Futuro, pero fueron repelidos a tiros por un grupo de requetés que hacían la guardia.
El diario desapareció al estallar la guerra civil española. El 18 de julio de 1936 fue incautado, quedando sus talleres en poder de la CNT. Según el propio Manuel Senante, los revolucionarios destruyeron la redacción y gran parte de la imprenta. Varios empleados y colaboradores del periódico fueron asesinados durante la represión en la zona republicana. Las esquelas publicadas en la posguerra mencionaban a Juan de Olazábal y Ramery, fundador de la Editorial Tradicionalista; Manuel González Quevedo y José Ramón de Bobadilla, de la junta de gobierno de dicha editorial; Víctor Pradera, del consejo de la misma y colaborador del diario; Abelardo Da Riva y de Angulo, Francisco Baygual y Jesús Requejo, consejeros; Jaime Maestro Pérez, redactor jefe; José Fernández Montaña «J. Oros» (presbítero), Emilio Ruiz Muñoz «Fabio» (presbítero), Álvaro González de Amezua, Ricardo Gómez Rojí (presbítero), Justo Dorado, José Hermosa y Jesús Losa, redactores; Isaac Vázquez Amor, bibliotecario; Manuel Bellido, administrador; José María Ruano y Eduardo Navarro, colaboradores; Gerardo Darriba, Máximo Laborda, Luis Pérez y Miguel Lahoz, operarios de la Editorial Tradicionalista; e Indalecio Ibáñez, ordenanza. También morirían poco después de la guerra, a causa del cautiverio padecido, los redactores Manuel Sánchez Cuesta «Mirabal» y Antonio Sanz Cerrada «Fray Junípero» (presbítero).
En 1927 el periódico tenía una tirada de 6000 ejemplares, según una estadística. Álvarez Chillida afirma que durante el periodo republicano debió mejorar notablemente su venta. Según la propia Editorial Tradicionalista, desde 1932 El Siglo Futuro experimentó una enorme expansión y multiplicó por diez su tirada habitual en menos de un año, dejando la máquina obsoleta. Aumentaría aún más su venta a partir de abril de 1935, con un formato de más de treinta páginas a cuatro columnas y con abundante información gráfica. En julio de 1935 el delegado regional de Juventudes Tradicionalistas en Guipúzcoa, Ambrosio Astrain, afirmaba que con algunos cambios en la presentación creía que el diario podía alcanzar una tirada de 200 000 ejemplares. En 1935 estaban suscritos a El Siglo Futuro 20 000 párrocos españoles, a los que se les había ofrecido recibir el periódico de forma gratuita.

### Posguerra

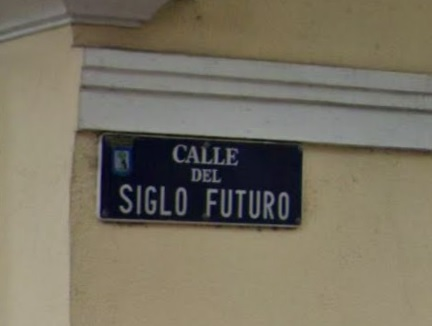
Calle del Siglo Futuro en la Colonia de la Prensa, en el madrileño barrio de Carabanchel.

Tras la conquista de Madrid por las tropas franquistas, el 3 de abril de 1939 Jesús Evaristo Casariego, en representación de la Editorial Tradicionalista, solicitó la reaparición de El Siglo Futuro, argumentando que había sido «el único diario antiliberal y antidemócrata» durante la República y que había contribuido a crear el ambiente propicio para el «Alzamiento». A estas demandas se unieron las del personal de La Nación. No obstante, las nuevas autoridades querían un nuevo periodismo para el «Nuevo Estado», y el marcado perfil reaccionario de estos periódicos chocaba con los planteamientos de la Falange. Serrano Suñer satisfizo parcialmente las demandas de Casariego permitiendo que las plantillas de El Siglo Futuro y La Nación se incorporasen al diario El Alcázar.
Según Manuel de Santa Cruz, fue el propio director de El Siglo Futuro, Manuel Senante, quien decidió no volver a publicar el diario debido a la censura del nuevo régimen y a la obligación de insertar noticias, textos y comentarios impuestos por la Dirección general de Prensa, que habrían desnaturalizado el nítido perfil tradicionalista del periódico. Senante participaría además en la conspiración monárquica antifranquista de javieristas y juanistas hacia el final de la Segunda Guerra Mundial y, de acuerdo con Manuel de Santa Cruz, prefería esperar a que triunfara para volver a sacar su periódico.

## Ideología

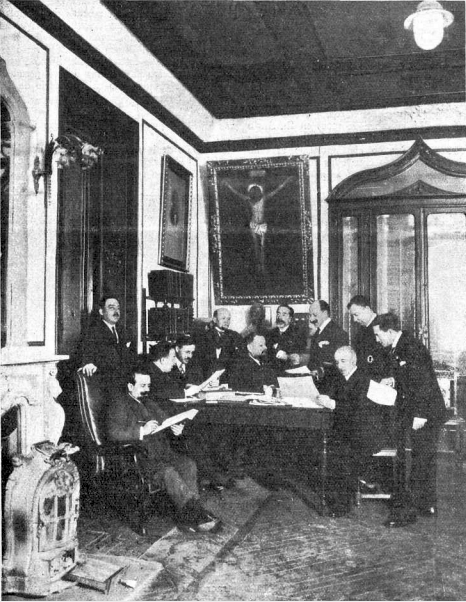
Dirección de El Siglo Futuro (1925).

Su ideología ha sido tachada de «ultraconservadora» e «integrista», de hecho ha sido descrito como «exponente del más radical integrismo decimonónico». Según Hibbs-Lissorgues, El Siglo Futuro tomó como modelo a la prensa ultramontana francesa, en especial al periódico L'Univers de Louis Veuillot. En la redacción del periódico se encontraba un retrato de Francisco Alvarado, «el Filósofo Rancio». En sus inicios se mostró contrario al régimen de la Restauración, postura que más tarde mantendría igualmente respecto a la Segunda República.
El periódico ha sido incluido dentro del grupo de publicaciones «germanófilas» durante la Primera Guerra Mundial y más tarde se considera que, al igual que el resto de la prensa española de derechas, estuvo a favor de los gobiernos de Mussolini y Hitler, si bien desde sus páginas también se dirigieron duras críticas tanto al fascismo, por su totalitarismo y despotismo, como al nazismo, por sus tesis racistas y su política anticatólica, así como por el asesinato de Dollfuss. Se ha considerado el diario como uno de los principales promotores de las manifestaciones antiliberales de la época.
La publicación desarrolló una campaña antijudeomasónica durante la Segunda República Española, destacando una sección semanal publicada entre 1935 y 1936 bajo el título «Página crítica sobre sectas», en la que se recogían ataques contra la masonería, además de relacionar a esta con el judaísmo, presentando a ambos como «enemigos de España». Todo lo que se editaba en el periódico tenía carácter católico, monárquico, antiliberal, tradicionalista y antiparlamentario.

## Redactores y colaboradores
El primer redactor jefe del diario fue Gabino Tejado. Le sucederían en el cargo, entre otros, Manuel de Burgos y Mazo, Prudencio Lapaza de Martiartu, Joaquín Coll y Astrell, Cristóbal Botella y Serra, Rafael Rotllan, Manuel Sánchez Asensio, Genaro Fernández Yáñez, Emilio Ruiz Muñoz «Fabio» y Jaime Maestro Pérez.
En El Siglo Futuro colaboraron a lo largo de sus sesenta y un años de historia autores como Francisco Navarro Villoslada, Manuel Tamayo y Baus, Ceferino Suárez Bravo, Antonio de la Cuesta y Sáinz, Fernando Fernández de Velasco, Antonio de Valbuena, Félix Sardá y Salvany, Juan Manuel Ortí y Lara, Francisco Mateos Gago, Manuel Pérez Villamil, Higinio Ciria, José Fernández Montaña, Agustín González de Amezúa, Antonio Álvarez de Linera «Lázaro», Felipe Robles Dégano «Tíndaro», Juan Marín del Campo «Chafarote», Manuel Sánchez Cuesta «Mirabal», Antonio Sanz Cerrada «Fray Junípero», Enrique Sarradell «Parvissimus», José María Ruano y Corbo, Eustaquio Echauri, Luis Ortiz y Estrada, Emilio Rodríguez Tarduchy o Fernando de Contreras, entre otros muchos.
Durante la Segunda República el diario publicó muchas viñetas y mordaces caricaturas de Santiago de Morales Talero «Eseme».
Entre sus colaboradores no faltaron tampoco miembros del episcopado español como el obispo de Daulia José María Benito Serra, el arzobispo de Granada Bienvenido Monzón, el obispo de Tarazona Cosme Madorrán, el obispo de Osma Pedro María Lagüera, el obispo de Plasencia Pedro Casas Souto o el obispo de Tortosa Pedro Rocamora y García. En su última etapa, el cardenal Pedro Segura, que no había leído nunca más periódico que El Siglo Futuro, fue uno de los más estrechos aliados del diario.

## Folletín y publicaciones

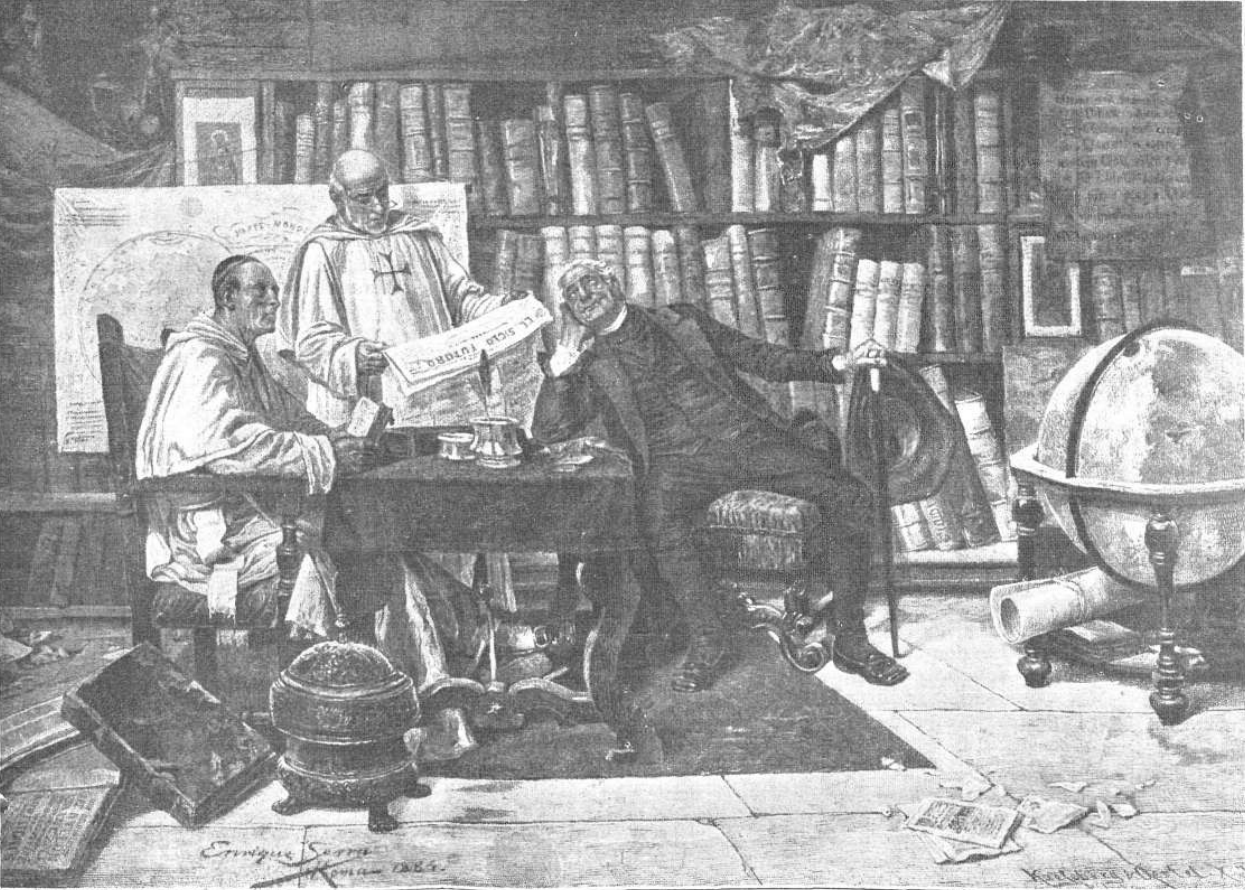
El Artículo de Fondo, cuadro de Enrique Serra Auqué, grabado por Hugo Kaeseberg. La escena tiene lugar en la biblioteca de un convento de Roma en la década de 1880. Dos frailes y un sacerdote secular se ocupan de asuntos de España, cuyas noticias les llegan por conducto del diario tradicionalista El Siglo Futuro.

Durante sus seis décadas de existencia, el folletín de El Siglo Futuro, inserto en la parte inferior de las páginas del diario, publicó numerosos ensayos, cuentos y novelas, algunas de ellas inéditas. Entre los autores publicados, se cuentan los franceses Paul Feval, Eugène de Margerie, Madame Bourdon, Eugène Mahon de Monaghan; el alemán Conrad de Bolanden; el italiano padre Bresciani y los anglosajones cardenal Wiseman, cardenal Newman, Edward Bulwer-Lytton, William Collins, Fenimore Cooper y Charles Dickens. De los autores españoles, destacaron las obras del padre Coloma (de quien el diario publicó casi todos sus cuentos y novelas cortas), Antonio Trueba, Fernán Caballero, el padre Risco, Gabino Tejado, Francisco Navarro Villoslada, Enrique Gil Robles, Leandro Herrero, Francisco José Orellana, el «coronel Ignotus», Guillén de Castro, Juan Eugenio Hartzenbusch, Leopoldo Eguílaz y Yanguas, Luis Montoto y Rafael Pérez y Pérez, entre otros. Del folletín salió después la Biblioteca de El Siglo Futuro, que reunió en tomos impresos algunas de las obras.
El periódico también reprodujo, a veces en el folletín y otras veces en primera plana, una gran cantidad de sermones, discursos y pastorales, algunas de las cuales se publicaron después en tomos. Entre las obras apologéticas, destacaron las memorias de san Esteban de Andoáin; la obra El judío, el judaísmo y la judaización de los pueblos cristianos, de Roger Gougenot des Mousseaux, traducida por El Siglo Futuro; y Los Hijos de Witiza (1883), de Francisco Javier Simonet.
También destacaron los libros originales El Credo político de los católicos (1876), La Inquisición (1887) y Cartas de un "filósofo integrista" al director de la Unión Católica (1888), de Ortí y Lara; La Unidad Católica; En la brecha (hombres y cosas del tiempo), de Ceferino Suárez Bravo; Contestación de un tomista a un filósofo del Renacimiento, del padre Fonseca; La Masonería por dentro, de Mariano Tirado Rojas; Las florecillas de San Francisco, traducido del italiano por Manuel Pérez Villamil; y La mujer y su destino y El comunismo y los primeros cristianos, de «Fabio». Entre los años 1879 y 1882 se publicó además una revista titulada Revista religiosa de El Siglo Futuro.
Durante la Segunda República, se publicaron en el folletín obras como Los cien caballeros de Isabel la Católica (1931), de Rafael Pérez y Pérez; Tradicionalismo y Fascismo (1934), de José Luis Vázquez Dodero; y Zumalacárregui en campaña (1934), del padre Alberto Risco.